# یو تاچیبانا
یو تاچیبانا (انگلیسی: Yo Tachibana؛ زادهٔ ۱۷ ژوئن ۱۹۹۷) بازیکن فوتبال اهل ژاپن است.